# 안양시·시흥군·옹진군
안양시·시흥군·옹진군은 대한민국의 옛 국회의원 선거구이다. 당시 경기도 안양시, 시흥군, 옹진군 지역을 관할했다.

## 역사
제11대 국회의원 선거를 앞두고 기존의 부천시·안양시·시흥군·옹진군 선거구에서 부천시가 떨어져 나가고 남은 안양시, 시흥군, 옹진군이 하나의 선거구를 이루게 됨에 따라 신설되었다.
1981년 7월, 시흥군 소하읍이 광명시로 승격되면서 분리되었다. 이에 제12대 국회의원 선거를 앞두고 안양시·광명시·시흥군·옹진군 선거구로 개편되었다.

## 역대 국회의원
| 선거   | 정당 | 정당       | 1위 의원 | 정당 | 정당       | 2위 의원 |
| ------ | ---- | ---------- | -------- | ---- | ---------- | -------- |
| 1981년 |      | 민주정의당 | 윤국노   |      | 민주한국당 | 이석용   |

## 역대 선거 결과

### 대한민국 제11대 국회의원 선거
|  | 33.76% |

|  | 23.84% |

|  | 16.66% |

|  | 8.45% |

|  | 7.98% |

|  | 5.24% |

|  | 4.04% |